# Calamus calospathus
Espèce
Synonymes
- Calospatha confusa Furtado[1]
- Calospatha scortechinii Becc.[1]
- Daemonorops calospatha Ridl.[1]

Calamus calospathus est une espèce de plantes de la famille des Arecaceae.